# Andora na Zimowych Igrzyskach Paraolimpijskich 2018
Andora na Zimowych Igrzyskach Paraolimpijskich 2018 – występ kadry sportowców reprezentujących Andorę na igrzyskach paraolimpijskich w Pjongczangu w 2018 roku.
W kadrze wystąpił jeden zawodnik, który rywalizował w narciarstwie alpejskim.

## Reprezentanci
| Zawodnik        | Dyscyplina            | Konkurencja     | Podgrupa | Czas    | Strata | Miejsce | Źródło |
| --------------- | --------------------- | --------------- | -------- | ------- | ------ | ------- | ------ |
| Roger Puig Davi | Narciarstwo alpejskie | Zjazd           | LW9-2    | DNF     | DNF    | DNF     | [ 1 ]  |
| Roger Puig Davi | Narciarstwo alpejskie | Supergigant     | LW9-2    | 1:32,97 | +8,14  | 23.     | [ 2 ]  |
| Roger Puig Davi | Narciarstwo alpejskie | Superkombinacja | LW9-2    | DNF     | DNF    | DNF     | [ 3 ]  |
| Roger Puig Davi | Narciarstwo alpejskie | Slalom gigant   | LW9-2    | DNF     | DNF    | DNF     | [ 4 ]  |
| Roger Puig Davi | Narciarstwo alpejskie | Slalom          | LW9-2    | 2:04,43 | +28,32 | 20.     | [ 5 ]  |